# Святослав Ольгович (князь рыльский)
Святосла́в О́льгович Ры́льский (1167—?) — князь Рыльский, в крещении Борис, сын Олега Святославича Новгород-Северского, племянник Игоря Святославича Новгород-Северского.
Родился в 1167 году, участвовал в походах на половцев весной и летом 1183 года. В 1185 году после поражения войска, возглавляемого Игорем Святославичем, попал в плен, и дальнейшая его судьба неясна. По некоторым предположениям, Святослав умер в 1186 году в плену, по другой версии, вернулся на Русь и был курским князем c 1196 года, после смерти Всеволода Святославича.
Князь был женат на Евдокии, его сыновьями могли быть:
- Олег Курский;
- Мстислав (убит монголами в 1241 году), князь рыльский.

## В художественной литературе
- Герой исторического романа Сергея Заграевского «Евнух султанского гарема» (2014)
- По гипотезе писателя А. М. Домнина, был автором «Слова о полку Игореве»[1].